# كيفن ديفيد بيترسن
كيفن ديفيد بيترسن (بالإنجليزية: Kevin David Petersen)‏ هو سياسي أمريكي، ولد في 14 ديسمبر 1964 بواوباكا في الولايات المتحدة. حزبياً، نشط في الحزب الجمهوري. وقد انتخب عضو جمعية ولاية ويسكونسن.